# Carlinhos Santos
Carlinhos Santos, właśc. Carlos Cézar dos Santos Filho (ur. 10 stycznia 1984 w Marílii) – brazylijski piłkarz grający na pozycji pomocnika w klubie Marcílio Dias Itajaí.

## Kariera klubowa
Catlinhos Santos w swojej karierze grał w 8 klubach piłkarskich na różnych poziomach struktury ligowej Brazylii. Jest wychowankiem klubu Ponte Preta Campinas. Po 3-letnim pobycie w pierwszej drużynie tego klubu występował także w zespołach: CRB Maceió, Joinville EC, Marília AC, Criciúma EC, ABC Natal oraz Clube Atlético Hermann Aichinger. Jego pobyt w ani jednym z tych klubów nie przekroczył jednego roku.
Obecnie jest zawodnikiem czwartoligowca Marcílio Dias Itajaí.

## Osiągnięcia
Jego jedynym większym osiągnięciem jest zdobycie Copa Santa Catarina z klubem Joinville AC.